# لارس إسكيلاند
لارس إسكيلاند (بالنرويجية البوكمول: Lars Eskeland)‏ هو كاتب نرويجي، ولد في 6 مارس 1867، وتوفي في 30 سبتمبر 1942 في برغن في النرويج.